# Copa América 1975
De Copa América 1975 (1 ste keer met die naam) was een voetbaltoernooi van 17 juli tot 28 oktober 1975. Er was geen gastland. De wedstrijden werden door het jaar gespeeld in alle landen.
Alle landen van de CONMEBOL deden mee.
De landen werden over drie groepen verdeeld van drie teams. De nummers één gingen samen met Uruguay (winnaar vorige editie) door naar de halve finales.

## Deelnemende landen
| Land        | Aantal deelnames | Huidig aantal deelnames op rij | Vorige deelname |
| ----------- | ---------------- | ------------------------------ | --------------- |
| Argentinië  | 27ste            | 8                              | 1967            |
| Bolivia     | 11de             | 3                              | 1967            |
| Brazilië    | 21ste            | 1                              | 1963            |
| Chili       | 23ste            | 2                              | 1967            |
| Colombia    | 6de              | 1                              | 1963            |
| Ecuador     | 12de             | 1                              | 1963            |
| Paraguay    | 21ste            | 5                              | 1967            |
| Peru        | 16de             | 1                              | 1963            |
| Uruguay (t) | 28ste            | 2                              | 1967            |
| Venezuela   | 2de              | 2                              | 1967            |

- (t) = titelverdediger

## Scheidsrechters
De organisatie nodigde in totaal 17 scheidsrechters uit voor 25 duels. Tussen haakjes staat het aantal gefloten duels tijdens de Copa América 1975.

## Groepsfase
De puntverdeling was als volgt:
- Twee punten voor winst
- Eén punt voor gelijkspel
- Nul punten voor verlies

### Groep A
| Land       | Wed | Win | Gel | Ver | DV | DT | +/− | Pnt |
| ---------- | --- | --- | --- | --- | -- | -- | --- | --- |
| Brazilië   | 4   | 4   | 0   | 0   | 13 | 1  | +12 | 8   |
| Argentinië | 4   | 2   | 0   | 2   | 17 | 4  | +13 | 4   |
| Venezuela  | 4   | 0   | 0   | 4   | 1  | 26 | –25 | 0   |

|                                 |           |                                        |          |                                                                              |
| 31 juli 1975 «onderlinge duels» | Venezuela | 0 – 4                                  | Brazilië | Estadio Olímpico, Caracas Toeschouwers: 20.000 Scheidsrechter: Carlos Rivero |
| 31 juli 1975 «onderlinge duels» |           | Romeu 2' Danival 50' Palhinha 82', 88' |          | Estadio Olímpico, Caracas Toeschouwers: 20.000 Scheidsrechter: Carlos Rivero |

|                                    |             |       |                                            |                                                                                  |
| 3 augustus 1975 «onderlinge duels» | Venezuela   | 1 – 5 | Argentinië                                 | Estadio Olímpico, Caracas Toeschouwers: 15.000 Scheidsrechter: Rafael Hormazábal |
| 3 augustus 1975 «onderlinge duels» | Iriarte 14' |       | Luque 12', 34', 66' Kempes 30' Ardiles 86' | Estadio Olímpico, Caracas Toeschouwers: 15.000 Scheidsrechter: Rafael Hormazábal |

|                                     |                         |       |            |                                                                             |
| 16 augustus 1975 «onderlinge duels» | Brazilië                | 2 – 1 | Argentinië | Mineirão, Belo Horizonte Toeschouwers: 80.000 Scheidsrechter: Ramón Barreto |
| 16 augustus 1975 «onderlinge duels» | Nelinho 31', 55' (pen.) |       | Asad 11'   | Mineirão, Belo Horizonte Toeschouwers: 80.000 Scheidsrechter: Ramón Barreto |

|                                     | |        |           |                                                                       |
| 10 augustus 1975 «onderlinge duels» | Argentinië                                                                                            | 11 – 0 | Venezuela | Cor de León, Rosario Toeschouwers: 50.000 Scheidsrechter: Pedro Reyes |
| 10 augustus 1975 «onderlinge duels» | D. Killer 8', 41', 62' Gallego 14' Ardiles 39' Kempes 53', 81' Zanabria 56', 64' Bóveda 80' Luque 85' |        |           | Cor de León, Rosario Toeschouwers: 50.000 Scheidsrechter: Pedro Reyes |

|                                     |                                                                       |       |           |                                                                             |
| 13 augustus 1975 «onderlinge duels» | Brazilië                                                              | 6 – 0 | Venezuela | Mineirão, Belo Horizonte Toeschouwers: 32.000 Scheidsrechter: Carlos Rivero |
| 13 augustus 1975 «onderlinge duels» | Roberto Batata 6', 79' Nelinho 9' Danival 37' Campos 53' Palhinha 65' |       |           | Mineirão, Belo Horizonte Toeschouwers: 32.000 Scheidsrechter: Carlos Rivero |

|                                     |            |             |          |                                                                         |
| 16 augustus 1975 «onderlinge duels» | Argentinië | 0 – 1       | Brazilië | Cor de León, Rosario Toeschouwers: 50.000 Scheidsrechter: Carlos Robles |
| 16 augustus 1975 «onderlinge duels» |            | Danival 45' |          | Cor de León, Rosario Toeschouwers: 50.000 Scheidsrechter: Carlos Robles |

### Groep B
| Land    | Wed | Win | Gel | Ver | DV | DT | +/− | Pnt |
| ------- | --- | --- | --- | --- | -- | -- | --- | --- |
| Peru    | 4   | 3   | 1   | 0   | 8  | 3  | +5  | 7   |
| Chili   | 4   | 1   | 1   | 2   | 7  | 6  | +1  | 3   |
| Bolivia | 4   | 1   | 0   | 3   | 3  | 9  | –6  | 2   |

|                                 |              |       |           |                                                                              |
| 17 juli 1975 «onderlinge duels» | Chili        | 1 – 1 | Peru      | Estadio Nacional, Santiago Toeschouwers: 50.000 Scheidsrechter: Omar Delgado |
| 17 juli 1975 «onderlinge duels» | Crisosto 10' |       | Rojas 72' | Estadio Nacional, Santiago Toeschouwers: 50.000 Scheidsrechter: Omar Delgado |

|                                 |                |       |            |                                                                                 |
| 20 juli 1975 «onderlinge duels» | Bolivia        | 2 – 1 | Chili      | Estadio Jesús Bermúdez, Oruro Toeschouwers: 18.000 Scheidsrechter: Héctor Ortiz |
| 20 juli 1975 «onderlinge duels» | Mezza 60', 75' |       | Gamboa 41' | Estadio Jesús Bermúdez, Oruro Toeschouwers: 18.000 Scheidsrechter: Héctor Ortiz |

|                                 |         |             |      |                                                                                      |
| 27 juli 1975 «onderlinge duels» | Bolivia | 0 – 1       | Peru | Estadio Jesús Bermúdez, Oruro Toeschouwers: 18.000 Scheidsrechter: Alberto Ducatelli |
| 27 juli 1975 «onderlinge duels» |         | Ramírez 17' |      | Estadio Jesús Bermúdez, Oruro Toeschouwers: 18.000 Scheidsrechter: Alberto Ducatelli |

|                                    |                                         |       |                  |                                                                                  |
| 7 augustus 1975 «onderlinge duels» | Peru                                    | 3 – 1 | Bolivia          | Estadio Nacional, Lima Toeschouwers: 40.000 Scheidsrechter: Romualdo Arppi Filho |
| 7 augustus 1975 «onderlinge duels» | Ramírez 7' (pen.) Cueto 26' Oblitas 52' |       | Mezza 58' (pen.) | Estadio Nacional, Lima Toeschouwers: 40.000 Scheidsrechter: Romualdo Arppi Filho |

|                                     |                                         |       |         |                                                                                   |
| 13 augustus 1975 «onderlinge duels» | Chili                                   | 4 – 0 | Bolivia | Estadio Nacional, Santiago Toeschouwers: 15.000 Scheidsrechter: Arturo Ithurralde |
| 13 augustus 1975 «onderlinge duels» | Araneda 40', 87' Ahumada 61' Gamboa 71' |       |         | Estadio Nacional, Santiago Toeschouwers: 15.000 Scheidsrechter: Arturo Ithurralde |

|                                     |                                   |       |                    |                                                                                      |
| 20 augustus 1975 «onderlinge duels» | Peru                              | 3 – 1 | Chili              | Estadio Alianza Lima, Lima Toeschouwers: 35.000 Scheidsrechter: Juan José Fortunatto |
| 20 augustus 1975 «onderlinge duels» | Rojas 3' Oblitas 32' Cubillas 39' |       | Carlos Reinoso 76' | Estadio Alianza Lima, Lima Toeschouwers: 35.000 Scheidsrechter: Juan José Fortunatto |

### Groep C
| Land     | Wed | Win | Gel | Ver | DV | DT | +/− | Pnt |
| -------- | --- | --- | --- | --- | -- | -- | --- | --- |
| Colombia | 4   | 4   | 0   | 0   | 7  | 1  | +6  | 8   |
| Paraguay | 4   | 1   | 1   | 2   | 5  | 5  | 0   | 3   |
| Ecuador  | 4   | 0   | 1   | 3   | 4  | 10 | –6  | 1   |

|                                 |          |       |          |                                                                                     |
| 20 juli 1975 «onderlinge duels» | Colombia | 1 – 0 | Paraguay | Estadio El Campín, Bogotá Toeschouwers: 60.000 Scheidsrechter: Romualdo Arppi Filho |
| 20 juli 1975 «onderlinge duels» | Díaz 83' |       |          | Estadio El Campín, Bogotá Toeschouwers: 60.000 Scheidsrechter: Romualdo Arppi Filho |

|                                 |                         |       |                |                                                                               |
| 24 juli 1975 «onderlinge duels» | Ecuador                 | 2 – 2 | Paraguay       | Estadio Modelo, Guayaquil Toeschouwers: 50.000 Scheidsrechter: Mario Fiorenza |
| 24 juli 1975 «onderlinge duels» | Lasso 38' Castañeda 47' |       | Kiese 16', 87' | Estadio Modelo, Guayaquil Toeschouwers: 50.000 Scheidsrechter: Mario Fiorenza |

|                                 |             |       |                                |                                                                                              |
| 27 juli 1975 «onderlinge duels» | Ecuador     | 1 – 3 | Colombia                       | Estadio Olímpico Atahualpa, Quito Toeschouwers: 45.000 Scheidsrechter: Miguel Angel Comesaña |
| 27 juli 1975 «onderlinge duels» | Carrera 40' |       | Ortiz 15' Retat 75' Castro 83' | Estadio Olímpico Atahualpa, Quito Toeschouwers: 45.000 Scheidsrechter: Miguel Angel Comesaña |

|                                 |          |          |          |                                                                                          |
| 30 juli 1975 «onderlinge duels» | Paraguay | 0 – 1    | Colombia | Defensores del Chaco, Asunción Toeschouwers: 50.000 Scheidsrechter: Arnaldo Cézar Coelho |
| 30 juli 1975 «onderlinge duels» |          | Díaz 40' |          | Defensores del Chaco, Asunción Toeschouwers: 50.000 Scheidsrechter: Arnaldo Cézar Coelho |

|                                     |                     |       |         |                                                                              |
| 7 augustus, 1975 «onderlinge duels» | Colombia            | 2 – 0 | Ecuador | Estadio El Campín, Bogotá Toeschouwers: 50.000 Scheidsrechter: Carlos Robles |
| 7 augustus, 1975 «onderlinge duels» | Díaz 15' Calero 42' |       |         | Estadio El Campín, Bogotá Toeschouwers: 50.000 Scheidsrechter: Carlos Robles |

|                                     |                         |       |               |                                                                                     |
| 10 augustus 1975 «onderlinge duels» | Paraguay                | 3 – 1 | Ecuador       | Defensores del Chaco, Asunción Toeschouwers: 10.000 Scheidsrechter: Armando Marques |
| 10 augustus 1975 «onderlinge duels» | Báez 21' Rolón 39', 58' |       | Castañeda 31' | Defensores del Chaco, Asunción Toeschouwers: 10.000 Scheidsrechter: Armando Marques |

## Knock-outfase

### Halve finales
|                                      |                               |       |         |                                                                             |
| 21 september 1975 «onderlinge duels» | Colombia                      | 3 – 0 | Uruguay | Estadio El Campín, Bogotá Toeschouwers: 55.000 Scheidsrechter: César Orozco |
| 21 september 1975 «onderlinge duels» | Angulo 53' Ortiz 70' Díaz 90' |       |         | Estadio El Campín, Bogotá Toeschouwers: 55.000 Scheidsrechter: César Orozco |

|                                      |                    |       |                                 |                                                                                             |
| 30 september 1975 «onderlinge duels» | Brazilië           | 1 – 3 | Peru                            | Estádio Mineirão, Belo Horizonte Toeschouwers: 75.000 Scheidsrechter: Miguel Angel Comesaña |
| 30 september 1975 «onderlinge duels» | Roberto Batata 54' |       | Casaretto 19', 88' Cubillas 82' | Estádio Mineirão, Belo Horizonte Toeschouwers: 75.000 Scheidsrechter: Miguel Angel Comesaña |

|                                   |                   |       |          |                                                                                       |
| 1 oktober 1975 «onderlinge duels» | Uruguay           | 1 – 0 | Colombia | Estadio Centenario, Montevideo Toeschouwers: 70.000 Scheidsrechter: Rafael Hormazábal |
| 1 oktober 1975 «onderlinge duels» | Morena 17' (pen.) |       |          | Estadio Centenario, Montevideo Toeschouwers: 70.000 Scheidsrechter: Rafael Hormazábal |

|                                   |      |                                |          |                                                                                   |
| 4 oktober 1975 «onderlinge duels» | Peru | 0 – 2*                         | Brazilië | Estadio Alianza Lima, Lima Toeschouwers: 35.000 Scheidsrechter: Arturo Ithurralde |
| 4 oktober 1975 «onderlinge duels» |      | Meléndez 10' (e.d.) Campos 61' |          | Estadio Alianza Lima, Lima Toeschouwers: 35.000 Scheidsrechter: Arturo Ithurralde |

*:Peru plaatst zich voor de finale middels een loting.

### Finale
|                                    |            |       |      |                                                                                |
| 16 oktober 1975 «onderlinge duels» | Colombia   | 1 – 0 | Peru | Estadio El Campín, Bogotá Toeschouwers: 50.000 Scheidsrechter: Miguel Comesaña |
| 16 oktober 1975 «onderlinge duels» | Castro 38' |       |      | Estadio El Campín, Bogotá Toeschouwers: 50.000 Scheidsrechter: Miguel Comesaña |

|                                    |                         |       |          |                                                                           |
| 22 oktober 1975 «onderlinge duels» | Peru                    | 2 – 0 | Colombia | Estadio Nacional, Lima Toeschouwers: 50.000 Scheidsrechter: Juan Silvagno |
| 22 oktober 1975 «onderlinge duels» | Oblitas 18' Ramírez 44' |       |          | Estadio Nacional, Lima Toeschouwers: 50.000 Scheidsrechter: Juan Silvagno |

### Play-off
|                                    |           |       |          |                                                                              |
| 28 oktober 1975 «onderlinge duels» | Peru      | 1 – 0 | Colombia | Estadio Olimpico, Caracas Toeschouwers: 30.000 Scheidsrechter: Ramón Barreto |
| 28 oktober 1975 «onderlinge duels» | Sotil 25' |       |          | Estadio Olimpico, Caracas Toeschouwers: 30.000 Scheidsrechter: Ramón Barreto |

|                |
| Vlag van Peru  |
| PERU 2de titel |

## Doelpuntenmakers
4 doelpunten
- Leopoldo Luque
- Ernesto Díaz

3 doelpunten
- Mario Kempes
- Daniel Killer
- Ovidio Mezza

- Danival
- Nelinho
- Palhinha

- Roberto Batata
- Juan Carlos Oblitas
- Oswaldo Ramírez

2 doelpunten
- Osvaldo Ardiles
- Mario Zanabria
- Campos
- Luis Araneda
- Miguel Angel Gamboa

- Ponciano Castro
- Willington Ortiz
- Polo Carrera
- Hugo Enrique Kiese

- Clemente Rolón
- Enrique Casaretto
- Teófilo Cubillas
- Percy Rojas

1 doelpunt
- Julio Asad
- Ramón Bóveda
- Américo Gallego
- Romeu
- Sergio Ahumada
- Julio Crisosto

- Carlos Reinoso
- Edgar Angulo
- Oswaldo Calero
- Eduardo Retat
- Gonzalo Castañeda
- Félix Lasso

- Carlos Báez
- César Cueto
- Hugo Sotil
- Fernando Morena
- Ramón Iriarte

Eigen doelpunt
- Julio Meléndez (Tegen Brazilië)

## Copa América 1975 in beeld

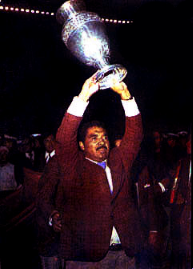
Marcos Calderon
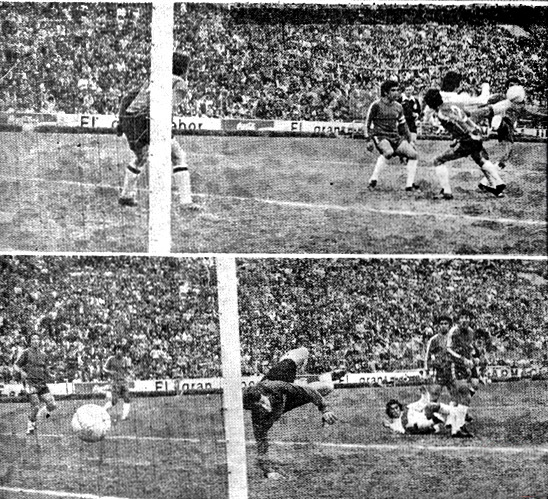
Peru - Chili
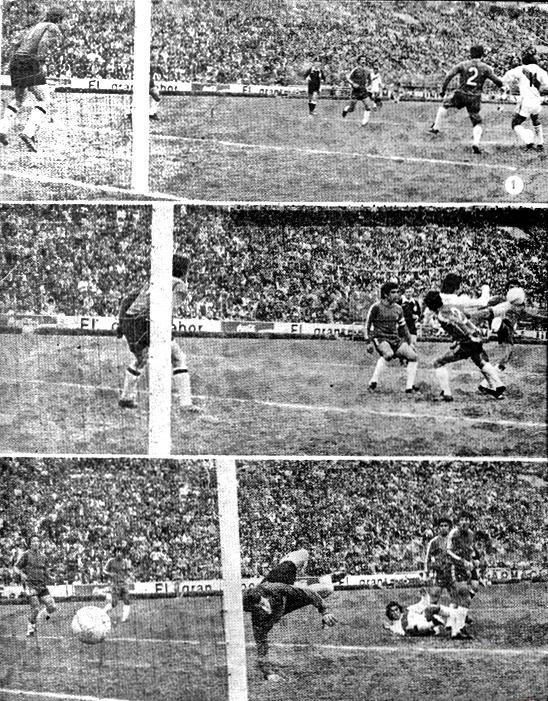
Peru - Chili

1916 · 
1917 · 
1919 · 
1920 · 
1921 · 
1922 · 
1923 · 
1924 · 
1925 · 
1926 · 
1927 · 
1929 · 
1935 · 
1937 · 
1939 · 
1941 · 
1942 · 
1945 · 
1946 · 
1947 · 
1949 · 
1953 · 
1955 · 
1956 · 
1957 · 
1959 · 
1959 · 
1963 · 
1967 · 
1975 · 
1979 · 
1983 · 
1987 · 
1989 · 
1991 · 
1993 · 
1995 · 
1997 · 
1999 · 
2001 · 
2004 · 
2007 · 
2011 · 
2015 · 
2016 ·
2019 ·
2021 ·
2024